# 水戸ヤクルト販売
水戸ヤクルト販売株式会社（みとヤクルトはんばい）は、茨城県水戸市谷津町にある乳酸菌飲料ヤクルトとヤクルト化粧品の販売会社である。

## 概要
予防医学の研究者「ヤクルトの創始者・代田稔博士」の思いを受け継ぎ、水戸地域をはじめとする販売会社としての地域のお客様に必要とされる「健康」とは何かを提案し続けている企業。「お客様に寄り添い、健康寿命日本一の地域づくりに貢献すること」をミッションとしている。
常陸ヤクルト販売が水府ヤクルト販売を吸収合併し、今の水戸ヤクルト販売になった。様々な取り組みや制度設計を繰り返しながら、1988年、ＢＡ（ビューティーアドバイザー）システムを導入。そして2007年、ISO 9001:2000認証を取得した。さらに2009年には、ビジョンのキーワードとなる「免疫ライフ」の商標登録（『5261739』号）を済ませた。ヤクルト400類・Yakult(ヤクルト)1000をはじめとする乳酸菌飲料、ラクトデュウをはじめとするヤクルト化粧品を真心こめて届けることにより、顧客の健康と美しさをサポートしている。 それまで続けてきた学校・幼稚園・保育園向けの出前授業が、地域や社会に積極的に貢献したとして、2013年 に内閣府よりチャイルドユースサポート章受賞したこと等により、2017年には、ビジョン経営がブランド体系書『ブランド戦略論』(田中洋 著)の企業事例として取り上げられた。さらに持続可能な開発目標（SDGs）への取り組みの一環として、2019年に健康経営優良法人ホワイト500に認証された。2022年現在、株式会社ヤクルト本社取締役に内藤学が就任し、水戸ヤクルト販売代表取締役社長と兼任している。
「ミト・モット・ヤクルト」　「小さな乳酸菌、大きな使命」をスローガンとして100年企業を目指している。現在のカバーエリアは、茨城県の北は大子町から南は神栖市まで、西は桜川市（旧岩瀬町）に広がる。ヤクルトレディは約６００名が活躍している。

## 沿革
- 1965年（昭和40年） - 常陸ヤクルト販売株式会社設立
- 1967年（昭和42年） - 水府ヤクルト販売株式会社を吸収合併し、水戸ヤクルト販売株式会社に商号変更 代表取締役に相馬省二就任
- 1968年（昭和43年） - 水戸市住吉町に本店移転 老人ホームヘの「餅つき慰問」活動開始
- 1971年（昭和46年） - 石岡支店設置 水戸市を中心に6市7郡へ営業エリア拡充
- 1976年（昭和51年） - 代表取締役に内藤克之就任
- 1977年（昭和52年） - 独居老人宅を訪問する「愛の定期便」活動開始 「福祉ヤクルト」活動開始
- 1982年（昭和57年） - 代表取締役に赤木昭就任
- 1983年（昭和58年） - NCS（ニューセンターシステム）第一号店として、赤塚センター設置
- 1985年（昭和60年） - 宅配センターに保育所を併設
- 1986年（昭和61年） - 箱根への社員旅行
- 1987年（昭和62年） - 水戸市谷津町に新社屋完成し、本店を移転／20周年記念式典、20周年記念大会（フェリー貸切）
- 1988年（昭和63年） - 20周年記念シンガポール旅行／BA（ビューティーアドバイザー）システムを導入
- 1989年（平成元年） - 宅配センターに三輪バイクを導入
- 1992年（平成4年） - 「愛の定期便活動」の功労を認められ、地域貢献企業として茨城県経営者協会より顕彰される
- 1992年（平成4年） - 宅配センターにエステサロンを併設する
- 1994年（平成6年） - 全センターにNCS化完成
- 1996年（平成8年） - 代表取締役に平沼賢治就任
- 1998年（平成10年） - 30周年記念ハワイ旅行開催
- 2000年（平成12年） - 代表取締役に大関康男就任
- 2000年（平成12年） - 社内にネットワークシステムを導入／宅配センターに電気自動車を導入
- 2001年（平成13年） - 関連会社トレンディ茨城によるカーゴ配送の開始
- 2001年（平成13年） - 宅配センター自動発注システムを導入
- 2002年（平成14年） - 35周年記念式典
- 2005年（平成17年） - 優秀販売会社賞受賞／お客様向け健康教室を開始
- 2006年（平成18年） - 最優秀販売会社「特別賞」受賞お客様向け工場見学を開始
- 2007年（平成19年） - ISO 9001:2000認証取得
- 2008年（平成20年） - 学校・幼稚園・保育園向けに出前授業を開始／「子育て応援企業フォーラム」で子育て家庭応援部門優秀賞受賞
- 2008年（平成20年） - 優秀販売会社賞（化粧品部門）受賞
- 2009年（平成21年） - 企業ビジョン「健康で美しく。免疫ライフ創造パートナー」発表／「免疫ライフ」を商標登録『5261739』号
- 2009年（平成21年） - 高齢者施設への「餅つき慰問」活動を風邪・インフルエンザ予防のためヤクルト寄贈に変更
- 2009年（平成21年） - 県民文化センターにて「健康セミナー」を開催
- 2010年（平成22年） - 代表取締役に内藤学就任
- 2012年（平成24年） - 株式会社ヤクルト本社取締役に大関康男就任／創立45周年式典を開催
- 2013年（平成25年） - 内閣府よりチャイルドユースサポート章受賞／復興ポスターを制作
- 2014年（平成26年） - 優秀販売会社賞(乳製品部門)受賞
- 2015年（平成27年） - 株式会社ヤクルト本社東日本支店長に大関康男就任
- 2015年（平成27年） - 内藤学が茨城県教育委員に任命
- 2016年（平成28年） - 茨城県がん検診推進優良企業・団体表彰 優秀賞受賞
- 2016年（平成28年） - 水戸商工会議所 第23期副会頭に内藤学が就任する
- 2016年（平成28年） - 茨城県がん検診推進優良企業・団体表彰　優秀賞受賞
- 2016年（平成28年） - 宅配センターに軽自動車を導入
- 2017年（平成29年） - 創立50周年記念式典を始め、OBOGを含めた全社員記念イベントや海外旅行を実施する
- 2017年（平成29年） - 茨城県ヤクルト協会が『いきいき茨城ゆめ国体2019』のオフィシャルスポンサーを務める
- 2017年（平成29年） - ブランド体系書『ブランド戦略論』(田中洋 著)の企業事例篇に掲載される
- 2019年（令和元年） - 茨城県災害救助協定を締結
- 2019年（令和元年） - 健康経営優良法人ホワイト500に認証される
- 2019年（令和元年）-『茨城県災害救助協定』を締結する
- 2020年（令和2年） - 水戸市と包括連携協力に関する協定を締結
- 2021年（令和3年） - 本社冷蔵庫を新築する
- 2022年（令和4年） - 株式会社ヤクルト本社取締役に内藤学が就任
- 2022年（令和4年） - 新規事業 FURDI事業部を設立し、フィットネス事業に参入

## センター
水戸市
- 水戸東センター　水戸市本町3-19-11　／　029-226-5063
- あじさい通りセンター　水戸市末広町1-3-2　／　029-221-7052
- 千波センター　水戸市千波町2836-5　／　029-243-4499
- 元吉田センター　水戸市元吉田町1561-1　／　029-248-1952
- 水戸西センター　水戸市見和3-599-15　／　029-252-9906
- わたりセンター　水戸市堀町883-21　／　029-254-8960

笠間市
- 笠間センター　笠間市笠間4361-1　／　0296-72-6563
- 岩間センター　笠間市安居3157-10　／　0299-45-8182
- 友部センター　笠間市旭町377-15　／　0296-78-0474

鉾田市
- 鉾田センター　鉾田市鉾田15-2　／　0291-32-3928
- はまなすセンター　鉾田市飯島907-8　／　0291-39-8610

大洗町
- 大洗センター　東茨城郡大洗町磯浜町5362-1 ／　029-266-3350

茨城町
- 茨城町センター　東茨城郡茨城町前田538-2　／　029-292-8941

かすみがうら市
- かすみがうらセンター　かすみがうら市下稲吉2607-71　／　029-832-0277

行方市
- 玉造センター　行方市八木蒔826-4　／　0299-55-9133

石岡市
- 石岡センター　石岡市石岡1-17-21　／　0299-23-8965
- 八郷センター　石岡市柿岡2743-1　／　0299-43-3344

ひたちなか市
- 那珂湊センター　ひたちなか市北神敷台3-18　／　029-263-4192
- 勝田中央センター　ひたちなか市東大島3-8-7　／　029-272-9981
- 薬師台センター　ひたちなか市中根5250-1　／　029-272-9991
- 佐和センター　ひたちなか市大字高場2-7-14　／　029-285-6628
- 市毛センター　ひたちなか市市毛823-21　／　029-272-7654

那珂市
- 那珂センター　那珂市菅谷2747-1　／　029-298-0453

常陸太田市
- 太田センター　常陸太田市西一町2314-2　／　0294-72-2440

常陸大宮市
- 常陸大宮センター　常陸大宮市石沢1941-1　／　0295-52-0351

東海村
- 東海センター　那珂郡東海村舟石川駅西1丁目11-20　／　029-283-4131

大子町
- 大子センター　久慈郡大子町池田1572-1　／　0295-72-4932

城里町
- しろさとセンター　東茨城郡城里町阿波山584-3　／　029-289-4880

鹿嶋市
- 鹿嶋センター　鹿嶋市高天原1-6-17　／　0299-83-9306

潮来市
- 潮来センター　潮来市辻589-1　／　0299-63-1587

神栖市
- 神栖センター　神栖市神栖2-19-14　／　0299-93-0221
- 波崎センター　神栖市矢田部5969-1　／　0479-48-6600